# 공회빈 윤씨
공회빈 윤씨(恭懷嬪 尹氏, 1553년 7월 21일(음력 6월 1일) ~ 1592년 4월 4일(음력 3월 3일))는 조선의 세자빈으로, 명종과 인순왕후의 아들인 순회세자의 아내이다.
본관은 무송(茂松)이며, 순회세자 사후 덕빈(德嬪)에 봉해졌다.

## 생애

### 탄생과 세자빈 책봉
1553년(명종 8년) 6월 1일, 공조판서를 지낸 윤사익(尹思翼)의 손녀이자 윤옥(尹玉)의 딸로 태어났으며 어머니는 윤봉종(尹奉宗)의 딸 파평 윤씨이다.
1561년(명종 16년), 순회세자와 가례를 올리고 세자빈이 되었다. 원래 윤원형의 인척인 황대임의 딸 황씨가 세자빈으로 간택되어 책빈례(冊嬪禮)까지 마쳤으나 황씨가 고질병인 복병을 앓는다는 이유로 양제(良娣)로 강등되자, 새로운 세자빈으로 책봉되었다.

### 순회세자 사후
1563년(명종 18년) 순회세자가 요절하자 11세의 어린 나이에 과부가 되었고, 덕빈(德嬪)에 봉해졌다.
순회세자 사후에도 인순왕후의 명으로 궁궐에서 머물며 생활하였다. 인순왕후는 며느리 덕빈과 함께 문덕전에 친제하였으며, 1574년(선조 7년) 이어할 때는 덕빈을 대동하기도 하였다. 윤씨는 순회세자 사후 세자의 영혼을 기원하는 뜻에서 자주 불공(佛供)을 드렸으나 선조는 이를 가엾게 여겨 금지하지 않았다.

### 사망
1592년(선조 25년) 3월 3일, 창경궁 통명전에서 사망하였다.
덕빈이 죽자 창경궁에 빈소를 설치하고 시신을 안치하여 상례(喪禮) 절차를 진행하던 중 임진왜란이 발발하였고, 4월 28일 어가가 궁을 버리고 피난을 가면서 빈소를 모시던 관리 몇 사람이 후원에 임시로 매장하려 하였으나 재실(梓室, 관)이 무거워 옮기지 못하였다.
조금 있다가 궁궐에 불이나자 관리들도 모두 흩어져버리는 바람에 시신의 행방은 알 수 없게 되었다. 궁인들이 비통해하며 ‘빈이 살았을 적에 불교를 숭상하였는데, 우연히 화장(火葬)하게 되었으니 그것도 생전의 뜻에 부합된다.’고 하였다.
순회세자빈 윤씨의 졸기

3일에 순회세자빈(順懷世子嬪) 윤씨(尹氏)가 졸(卒)하였다.
윤씨는 참판 윤옥(尹玉)의 딸로서 10세에 간택되어 덕빈(德嬪)에 책봉되었는데,
이듬해에 세자(순회세자)가 졸하였다.
그러나 인순왕후(仁順王后)의 유명으로 궁궐에서 나가지 못하도록 하였으며,
상(선조)이 또 왕세자를 세우지 않았으므로 빈이 그대로 동궁(東宮)에 거처하였다.
상이 정성을 다해 그를 대우하였으며 여러 비빈(妃嬪)들도 모두 따르며 수학(受學)하였다.
빈의 성품이 지극히 정결하였는데
세자의 상사를 당한 뒤로부터 종신토록 언제나 상중에 있는 것처럼 하였으며
친척들의 궁궐 출입을 허용하지 않았다.
그리고 세자의 영혼을 기원하는 뜻에서 불공을 자주 드렸으나
상이 가엾게 여겨 금지시키지 않았는데, 이때에 이르러 졸한 것이다.
시호를 공회(恭懷)라 하고 장차 세자원(世子園)에 부장하려고 공사를 크게 일으켰는데,
갑자기 왜변(倭變, 임진왜란)을 만나 미처 장례도 치르지 못한 채 상이 피난을 가게 되었다.
이에 빈소를 모시고 있던 관리 몇 사람이 후원(後苑)에 임시로 매장하려 하였으나
재실(梓室)이 무거워 옮길 수 없었는데, 조금 있다가 궁전에 불이 나는 바람에
관리들도 모두 흩어져버리고 말았다.
이에 궁인들이 그를 추모하고 비통해 하면서 말하기를
‘빈이 살았을 적에 불교를 숭상하였는데, 우연히 화장(火葬)하게 되었으니
 그것도 생전의 뜻에 부합된다.’ 하였다.
 — 《선조수정실록》 26권,
선조 25년(1592년 명 만력(萬曆) 20년) 3월 3일 (갑자)

### 사후
시호는 공회(恭懷)이며, 묘소는 서오릉 내에 위치한 순창원(順昌園)이다. 순창원의 원래 이름은 순회묘(順懷墓)인데, 고종 대에 순창원으로 개칭되었다. 전란중에 시신의 행방을 알 수 없게 되었으므로 시신 없이 빈 재궁만 묻혀 있다.
1593년(선조 26년) 선조가 한양으로 돌아와 윤씨의 시신을 수습하려 하였을 때 찾지 못하였다. 당시 사평(司評) 이충(李忠)이 시신을 함춘원(含春苑)에 묻었다고 했으나 그가 이미 죽었기 때문에 덕빈의 동생인 윤백상에게 찾아보게 했지만 끝내 찾을 수 없었다.
 
덕빈은 곧 순회세자의 빈으로 임진년 2월 창경궁의 동궁에서 졸하였는데 미처 장사지내지 못했었다.
변란이 일어나 상이 서쪽으로 파천하여 벽제에 이르러서야 비로소 후원에 가매장할 것을 명하였다.
윤백상은 곧 덕빈의 동생이다.
후에 대가가 환도하니, 이충은 이미 죽었는데 이충과 함께 묻은 자가 스스로 상소하여 아뢰었다.
상(선조)이 여러 관원으로 하여금 아는 자를 데리고 함께 가서 찾게 하였으나 끝내 찾지 못하였다.

 — 《선조실록》 37권,
선조 26년(1593년 명 만력(萬曆) 21년) 4월 18일 (임인)
1594년(선조 27년), 공회빈의 제사를 대제의 예에 따라 지내고 이후 매장지에 다수의 군인을 보내 지키게 하였다.
1603년(선조 36년), 선조는 신주(神主)만 봉안하여 순회세자와 공회빈을 순회묘(順懷墓)에 합장하였으나, 신주마저도 병자호란 때 분실되어 순회묘에는 순회세자와 공회빈의 빈 재궁(梓宮, 관)만 안장되어 있다.
 
비망기로 전교하였다.
| “ | 공회빈(恭懷嬪)의 일은 차마 말할 수조차 없다. 사변 때문에 국가가 황급하여 지금까지도 신주를 모시지 못하였으니 이는 참통한 중에서도 참통한 일이다. 순회세자도 신주가 없으니, 이 양위(兩位, 순회세자와 공회빈)의 신주를 세워 전례대로 유사가 치제하고 조처하는 일이 있어야 할 듯하다. 내 우연히 생각하니 말보다 눈물이 앞선다. 의논하여 처리할 것을 예조에 말하라. | ” |

【임진년(1592년) 4월에 빈의 상이 빈소에 있었는데, 왜적이 갑자기 쳐들어왔다.
 대가가 서쪽으로 행행하여 시사가 창황하게 되자 그대로 버려두고 떠났다.
 그 뒤에 빈의 족인들이 겨우 전의 뜰에다 매장하였는데, 왜적이 파내어 불태웠다.
 그러니 당시 국사를 도모한 대신과 도감의 여러 신하들이
 기일을 앞당겨 잘 조처하지 못한 죄를 어찌 말로 다하겠는가.
 환도한 지 10년에 간혹 이 사실을 말하는 사람은 오열하지 않는 이가 없었는데,
 이때에 이르러 비로소 이러한 전교가 있었다.】
 — 《선조실록》 136권,
선조 34년(1601년 명 만력(萬曆) 29년) 4월 25일 (임진)
순창원은 지난 2006년 문화재청에 의해 도굴 미수 현장이 발견돼 언론의 주목을 받기도 하였다.

## 가족 관계
| - 조부 : 윤사익(尹思翼, 1478 ~ 1563) - 조모 : 동래 정씨(東萊 鄭氏, ? ~ 1545) - 정세걸(鄭世傑)의 딸 - 아버지 : 윤옥 (尹玉, 1511 ~ 1584) - 외조부 : 윤봉종(尹奉宗) - 외조모 : 안동 김씨(安東 金氏) - 김계함(金季諴)의 딸 - 어머니 : 파평 윤씨(坡平 尹氏, ? ~ 1572) - 언니 : 능성 구씨 구사열(具思說)의 처 윤씨(1539 ~ ?) - 오빠 : 윤백순(尹百順, 1552 ~ ?) - 여동생 : 덕수 이씨 이안성(李安性)의 처(1555 ~ 1637) - 이식(李植)의 모친 - 이복 남동생 : 윤백상(尹百祥, ? ~ 1621) | - - 시아버지 : 명종(明宗, 1534 ~ 1567) - 시어머니 : 인순왕후(仁順王后, 1532 ~ 1575) - 남편 : 순회세자 부(順懷世子 暊, 1551 ~ 1563) |

## 같이 보기
- 문경 봉암사 목조아미타여래좌상 및 복장유물 - 보물 제1748호